# Mike Nelson (MST3K)
Michael J. "Mike" Nelson is een personage uit de komische televisieserie Mystery Science Theater 3000. Hij werd gespeeld door acteur en scriptschrijver Michael J. Nelson.

## Achtergrond
Seriebedenker Joel Hodgson koos Nelson persoonlijk als zijn vervanger. Voor hij de hoofdrol kreeg, had Nelson al een paar bijrollen in de serie zoals Torgo van Manos: The Hands of Fate.

## Personage
Mike werd geïntroduceerd in de serie in dezelfde aflevering dat Joel Robinson wist te ontsnappen uit de Satellite of Love. Mike was een uitzendkracht die door Dr. Clayton Forrester en TV's Frank was ingehuurd om hen te helpen Deep 13 op orde te maken voor een inspectie van de Fraternal Order of Mad Science. De twee kregen al snel een hekel aan Mike, die zich volgens hen gedroeg alsof hij de baas was in Deep 13. Toen Joel ontsnapte, zagen ze in Mike een perfecte kandidaat om zijn plek in te nemen. Dus sloegen ze hem bewusteloos en schoten hem de ruimte in.
Net als Joel brengt Mike zijn tijd in de satelliet door met het kijken van slechte films, enkel vergezeld door de robots Tom Servo en Crow T. Robot. Mike draagt vrijwel altijd een groen of blauw overall.
Mike bracht enkele wijzigingen aan in de serie. Hij stopte bijvoorbeeld met de uitvinderwedstrijden die Joel geregeld hield met zijn opdrachtgevers.
Mike’s relatie met de robots in de satelliet was duidelijk anders dan die van Joel. Daar waar de robots ondanks hun plagerijen wel respect hadden voor Joel (en hem zelfs als een soort vaderfiguur zagen daar hij hen had gemaakt), hadden ze vrijwel geen respect voor Mike. Ze accepteerden hem uiteindelijk als wel als vriend en gezelschap, maar hadden geen gezag voor hem zoals ze dat bij Joel hadden. Derhalve waren ze tegenover hem een stuk cynischer en meedogenlozer dan tegenover Joel. Mike werd door de robots meer gezien als een soort oudere broer.
Mike was ook qua persoonlijkheid anders dan Joel. Joel koesterde nooit enige haat tegenover zijn opdrachtgevers en maakte maar het beste van zijn situatie. Mike stond duidelijk op minder goede voet met de geleerden die hem hadden gevangen. Hij maakte voortdurend plannen om uit de satelliet te ontsnappen, of in elk geval zijn opdrachtgevers er als idioten uit te laten zien. In de aflevering "werewolf" slaagde hij bijna in een ontsnappingspoging door via een enorme ladder naar beneden te klimmen toen de Sattellite of Love dicht bij de aarde kwam. Helaas voor hem kwam hij uitgerekend in Castle Forrester uit, waar Observer hem onder dreiging van een kanon dwong terug te klimmen.
Volgens The Mystery Science Theater 3000 Amazing Colossal Guide is Mike "zo intelligent als de gemiddelde man". Hij is dan ook vaak niet op de hoogte van zijn beperkingen. In aflevering #602 Invasion U.S.A., probeerde hij zelf een robot te bouwen (zoals Joel de vier robots uit de serie had gemaakt), maar deze robot kon enkel denken aan vernietiging. In Mystery Science Theater 3000: The Movie vernietigde Mike met zijn stuurkunsten per ongeluk de Ruimtetelescoop Hubble. In seizoen acht bliest hij door stommiteiten driemaal een planeet op, waaronder de thuisplaneet van Observer.
Mike heeft zelf een oudere broer genaamd Eddie, een brutale rokend een drinkende nietsnut die tijdelijk werd gezien in de aflevering Time Chasers.
In de laatste aflevering van de serie keerden Mike en de robots eindelijk terug naar de aarde. Niet door een geslaagde ontsnappingspoging, maar door een foutje van Pearl Forrester die de satelliet per ongeluk terug liet keren naar de aarde.
Personages: Joel Robinson · Mike Nelson · Crow T. Robot · Tom Servo · Gypsy · Cambot · Magic Voice · Dr. Clayton Forrester · Dr. Laurence Erhardt · TV's Frank · Pearl Forrester · Professor Bobo · Observer

Plaatsen: Satellite of Love · Deep 13 · Castle Forrester

Media: Afleveringen · specials · De film · internetserie

Spin-offs: RiffTrax · The Film Crew · Cinematic Titanic